# 休·杜兰特
休·杜兰特（英語：Hugh Durant，1877年2月23日—1916年1月20日），英国前男子现代五项、射击运动员。他曾代表英国参加1912年夏季奥林匹克运动会，其中射击项目获得二枚铜牌。